# Daniel Ricciardo
Daniel Joseph Ricciardo (Perth, 1º luglio 1989) è un ex pilota automobilistico australiano.
Cresciuto sportivamente nel vivaio del Red Bull Junior Team, è stato campione della Formula Renault WEC nel 2008 e della F3 britannica con la Carlin nel 2009; primo pilota dell'Australia Occidentale a gareggiare in Formula 1. È stato attivo nella massima serie automobilistica dal 2011 al 2024, precedentemente aveva corso per i team HRT, Red Bull, Renault, McLaren e Racing Bulls (anche nei periodi in cui era denominato Toro Rosso e AlphaTauri).

## Biografia
I suoi genitori hanno entrambi origini italiane: il padre, Joe Ricciardo, è nato a Matini, una frazione di Ficarra, nella provincia di Messina, ed è arrivato in Australia all'età di sette anni con la famiglia, mentre la famiglia della madre, Grace Pulitanò, ha origini calabresi, più precisamente di Casignana, comune da dove i suoi nonni, Antonio Pulitanò e Paola Tallariti, sono emigrati negli anni cinquanta.
È soprannominato "The Honey Badger", il tasso del miele, perché, secondo lui, "è l'animale più impavido al mondo. Quando lo guardi sembra molto carino, ma se provi ad entrare nel suo territorio diventa molto feroce, non si spaventa di fronte a nulla, tigri o pitoni. Cambia molto rapidamente, ma è un bravo animale". L'animale è raffigurato nella parte posteriore del suo casco.
Il suo numero di gara è il 3, usato in onore della leggenda NASCAR Dale Earnhardt. Ricciardo era sin da piccolo un suo fan e ha deciso di commemorarlo usando il suo numero di gara con lo stesso font usato da Dale.

## Carriera

### Gli esordi
Ricciardo iniziò col karting all'età di nove anni supportato dal padre, anch'egli ex pilota; passò alle monoposto nel 2005, quando partecipò al campionato dell'Australia occidentale di Formula Ford con una vettura Van Diemen, terminando ottavo in classifica. Al termine della stagione Ricciardo prese parte a un weekend di gare del campionato nazionale di Formula Ford al Sandown Raceway senza ottenere piazzamenti a punti.
L'anno seguente risultò tra i vincitori della Formula BMW Asia Scholarship, sussidio che gli permise di partecipare alla serie asiatica della Formula BMW con l'Eurasia Motorsport. Nella stagione ottenne due vittorie, entrambe sul circuito Bira, e fece marcare la pole position a Zhuhai finendo terzo nella classifica finale con 231 punti, 59 in meno del campione, Earl Bamber. Nell'agosto dello stesso anno prese parte anche a una gara del campionato britannico di Formula BMW con il team Motaworld Racing, ritirandosi in gara 1 e giungendo ottavo in gara 2. Al termine della stagione disputò le finali mondiali della Formula BMW con la Fortec Motorsport, terminando quinto.

### Formula Renault 2.0
Nel 2007 Ricciardo passò alla Formula Renault con la RP Motorsport, partecipando principalmente al campionato italiano, terminato al sesto posto con 196 punti e un podio nella gara di Valencia. Nelle quattro gare disputate nel campionato europeo non fece invece segnare punti. A fine stagione, dopo aver sostenuto un test a Estoril, entrò a far parte del programma di giovani piloti del Red Bull Junior Team.
Fu attivo in Formula Renault 2.0 anche nel 2008, gareggiando con il team SG Formula sia nella serie europea che in quella dell'Europa occidentale. Vinse quest'ultima e giunse secondo nella serie continentale, dietro al finlandese Valtteri Bottas.

### Formula 3
A metà 2008 Ricciardo debuttò su vetture di Formula 3 in una gara di F3 Euro Series disputatasi al Nürburgring, sempre con il team SG Formula, ottenendo l'ottavo posto in qualifica, il sesto in gara 1 e il quindicesimo in gara 2.
Nel 2009 passò al campionato britannico di F3 con la Carlin Motorsport. Vinse il campionato alla guida una vettura motorizzata Volkswagen con 87 punti di margine su Walter Grubmüller. Nello stesso anno, sempre col team Carlin, partecipò al Gran Premio di Macao: giunse rispettivamente secondo dietro a Marcus Ericsson e quinto nei turni di prove che stabilivano la griglia per la gara di qualificazione, nella quale arrivò sesto. Nella gara finale nel corso del primo giro andò a sbattere alle Solitude Esses, causando così un incidente che eliminò dalla corsa altri sette concorrenti.

### Formula Renault 3.5 Series

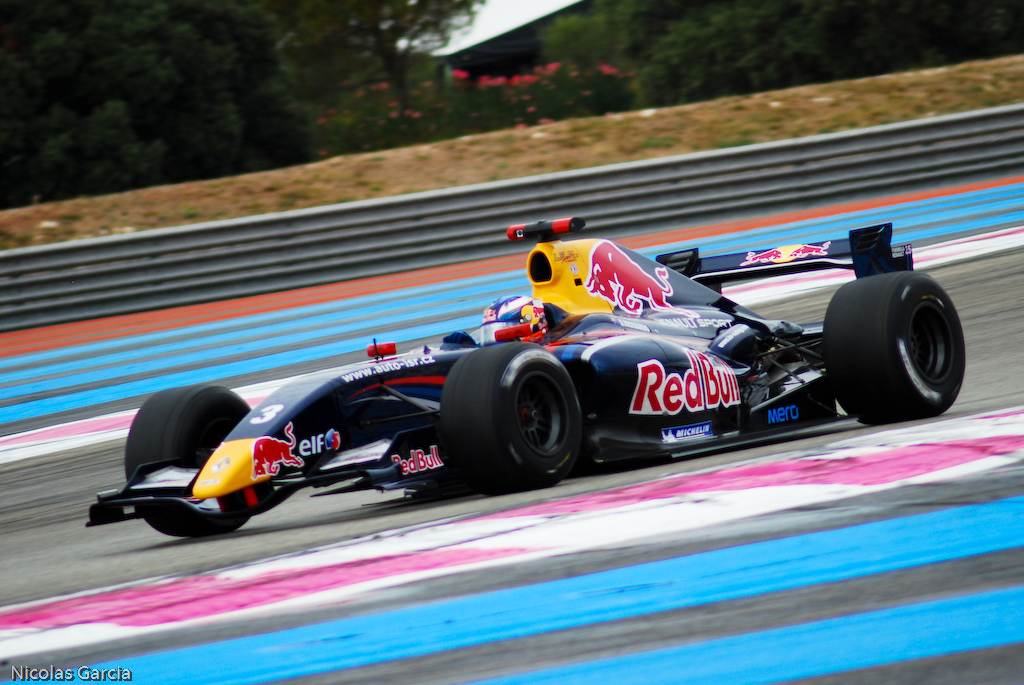
Ricciardo nel campionato WSR 2011 al Paul Ricard

Nella stagione 2009 fece il suo debutto nella World Series by Renault con il team Tech 1 Racing nel fine settimana di Portimão, ritirandosi in gara 1 e giungendo 15º in gara 2.
Ricciardo firmò con lo stesso team per competere nel campionato 2010; il suo compagno di scuderia fu Brendon Hartley, poi rimpiazzato (vista la sua uscita dal Red Bull Junior Team) dal francese Jean-Éric Vergne per le ultime tre gare del campionato. Ricciardo finì la stagione in seconda posizione dietro al russo Michail Alëšin che riuscì a strappargli il titolo in occasione dell'ultima gara a Barcellona dopo un duello sotto la pioggia.
L'anno seguente, con il team ISR Racing, non riuscì a partecipare a tutti gli eventi stagionali dato il contemporaneo impegno prima da collaudatore per la Toro Rosso e poi da pilota titolare alla HRT. La classifica finale lo vide al quinto posto con sei podi ottenuti (una vittoria a Monte Carlo e cinque secondi posti).

### Formula 1

#### Collaudatore per Red Bull e Toro Rosso (2010-2011)

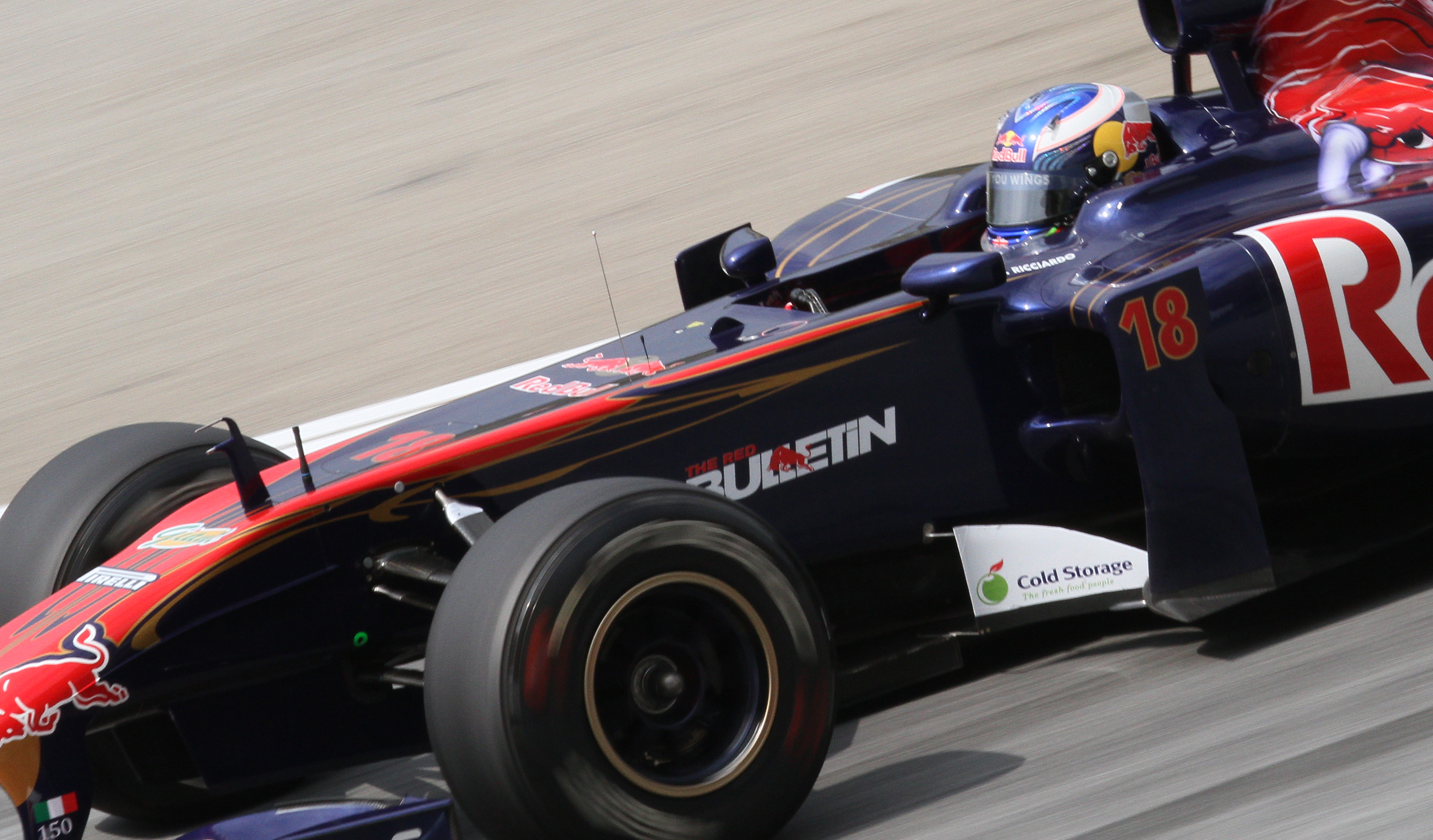
Ricciardo al Gran Premio della Malesia 2011 con la Toro Rosso

Ricciardo fece il suo esordio con una vettura di Formula 1 quando partecipò con la Red Bull Racing al test per giovani piloti tenutosi sul circuito di Jerez dal 1º al 3 dicembre 2009. Il giorno finale fece segnare il tempo migliore, l'unico sotto l'1'18".
Successivamente Ricciardo venne indicato insieme a Brendon Hartley come pilota collaudatore per il team austriaco e per il suo team satellite, la Scuderia Toro Rosso, per l'annata 2010. Al termine di questa stagione prese parte al test per giovani piloti svoltosi sul circuito di Yas Marina ad Abu Dhabi. Al volante della Red Bull RB6 risultò il più veloce in tutte e quattro le sessioni di test e nell'ultima ottenne un tempo di un secondo e due decimi più basso di quello della pole, fatta segnare da Sebastian Vettel sullo stesso circuito nel Gran Premio della settimana precedente, grazie alla migliore gommatura della pista e alla mancanza dei piloncini di gomma che, posti all'interno di talune curve, non consentivano ai piloti del Gran Premio di affrontare le stesse con più decisione.
Venne nominato nuovamente pilota di riserva per Toro Rosso e Red Bull per la stagione 2011, partecipò ai test di pre-campionato a Jerez e Barcellona e alla prima sessione di prove libere del venerdì negli otto Gran Premi precedenti il suo esordio in gara con l'HRT nel GP di Silverstone.
Nella stagione 2013, a luglio, partecipò ai test per giovani piloti di Silverstone, aperti anche ai titolari per testare le nuove gomme Pirelli, a bordo della sua Toro Rosso e anche della Red Bull RB9, facendo segnare rispettivamente il primo e terzo tempo con le due vetture durante la seconda delle tre giornate.

#### L'esordio con l'HRT (2011)

##### 2011

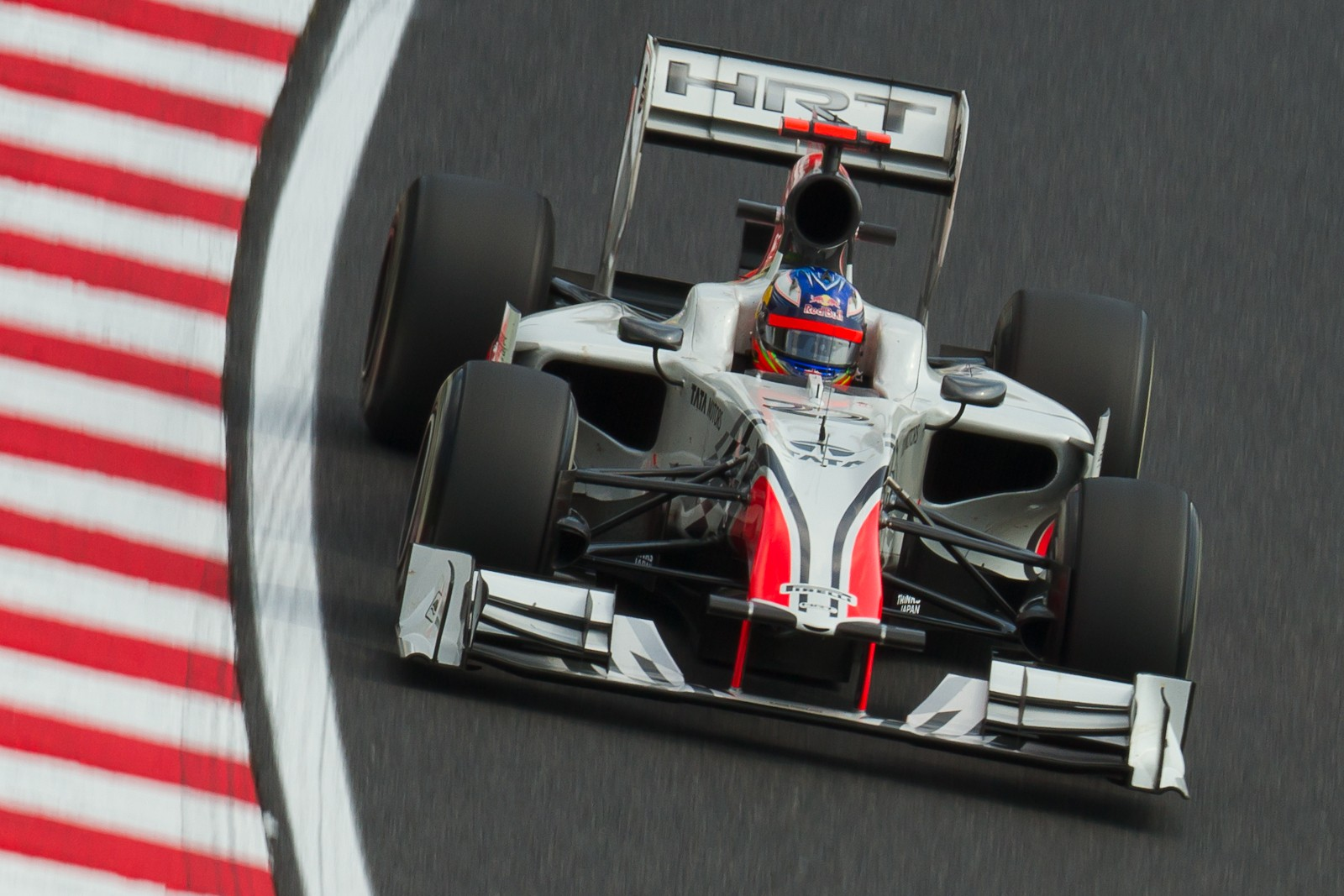
Ricciardo al Gran Premio del Giappone 2011 con l'HRT

A partire dal Gran Premio di Gran Bretagna 2011 lasciò il ruolo di terzo pilota della Scuderia Toro Rosso per quello di titolare alla HRT, sostituendo Narain Karthikeyan nelle rimanenti gare della stagione eccetto che in India, dove Ricciardo corse con la vettura di Vitantonio Liuzzi dato il rientro di Karthikeyan per quella sola corsa. I migliori risultati in qualifica furono due ventunesimi posti in India e ad Abu Dhabi, la posizione in griglia più avanzata fu la 20ª di Abu Dhabi mentre in gara i migliori piazzamenti furono due diciottesimi posti, ottenuti nei Gran Premi d'Ungheria e d'India; nella classifica finale si piazzò 27º, senza far segnare alcun punto.

#### Toro Rosso (2012-2013)

##### 2012

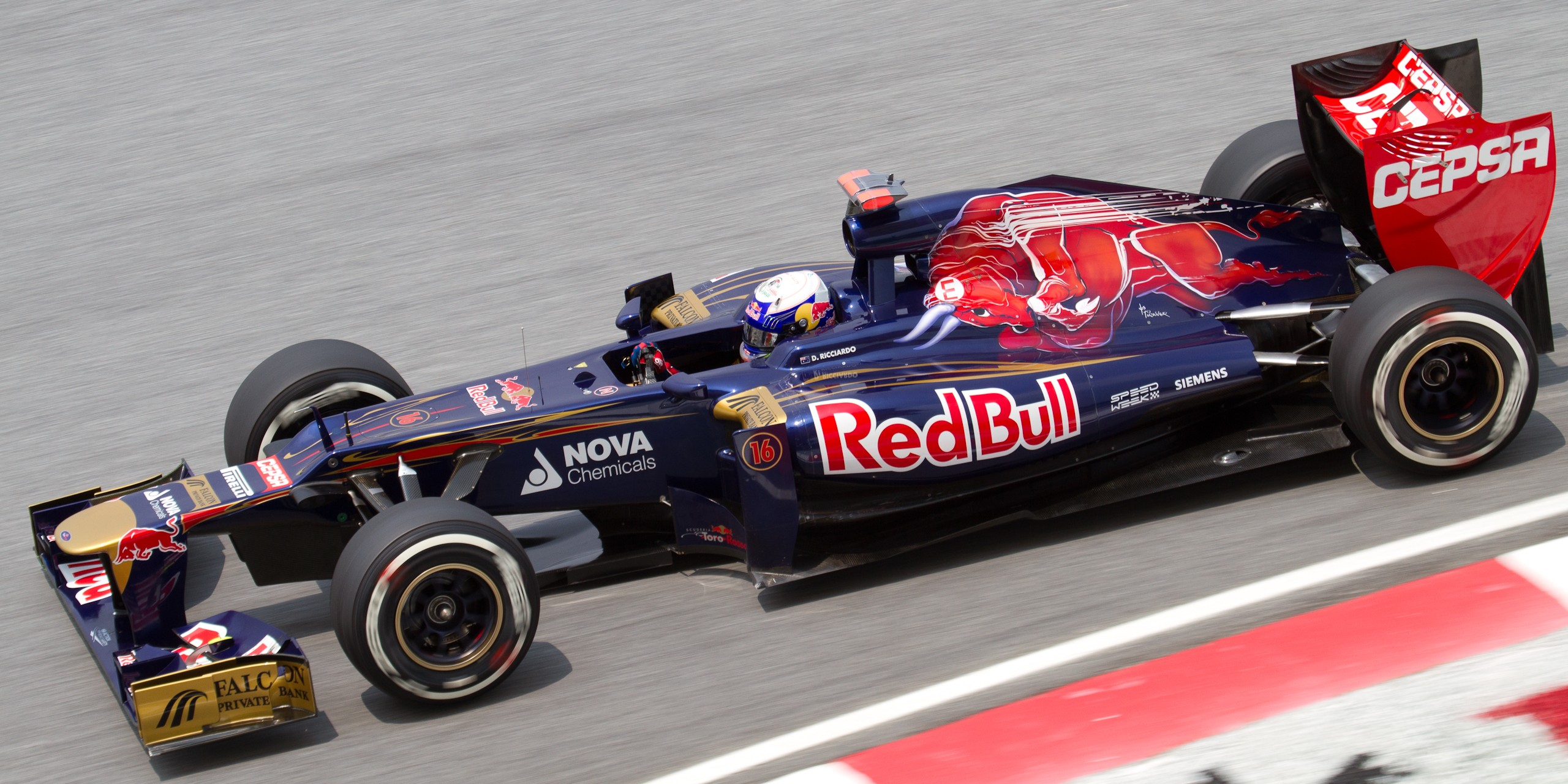
Ricciardo al Gran Premio della Malesia 2012 con la Toro Rosso

Per il 2012 fu promosso da collaudatore a pilota titolare della Toro Rosso al posto di Sébastien Buemi; il suo compagno di squadra fu il francese Jean-Éric Vergne. Nella prima gara in Australia conquistò subito i suoi primi due punti iridati, classificandosi nono. Dopo questo risultato, in Bahrein colse il miglior posizionamento in griglia della stagione, il sesto; tuttavia non riuscì più a guadagnare punti fino al Gran Premio del Belgio, dove giunse nuovamente nono. Dal Gran Premio di Singapore a quello di Corea Ricciardo fece registrare una serie di tre piazzamenti a punti consecutivi, terminando in nona posizione a Singapore, in decima in Giappone e ancora in nona in Corea. Tornò per l'ultima volta in stagione in zona punti in occasione del Gran Premio di Abu Dhabi, nel quale riuscì a terminare in decima piazza. Totalizzò 10 punti che gli valsero il 18º posto della classifica finale.

##### 2013

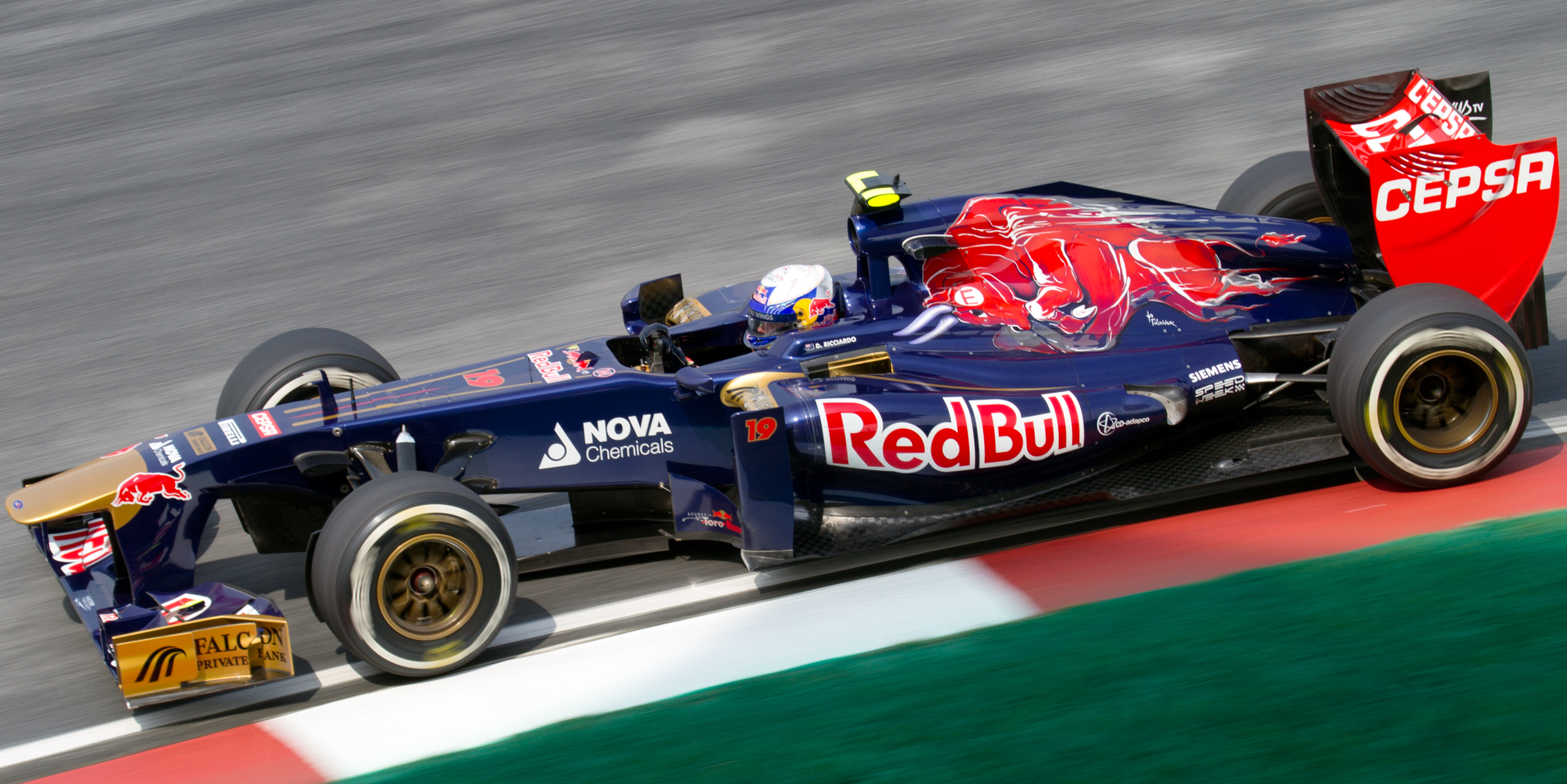
Ricciardo al Gran Premio della Malesia 2013 con la Toro Rosso

Confermato per il 2013 dalla Toro Rosso insieme a Vergne, Ricciardo ottenne i primi punti dell'anno alla terza gara stagionale, in Cina, con un settimo posto che in quel momento rappresentava anche il suo miglior risultato in Formula 1. Successivamente fece segnare altri piazzamenti a punti in Spagna (10º), in Gran Bretagna (8º) e in Belgio (10º); per quanto riguarda le qualifiche, i due sesti posti di Gran Bretagna (dove partì quinto) e Germania furono i migliori dell'annata. Il 2 settembre Helmut Marko annunciò su Servus TV l'ingaggio di Ricciardo da parte della Red Bull Racing a partire dal 2014 al fianco del confermato Sebastian Vettel e in sostituzione del connazionale Mark Webber. Nel successivo Gran Premio d'Italia Ricciardo riuscì a ripetere il settimo posto della Cina, dopodiché tornò in zona punti in India e nell'ultima corsa stagionale in Brasile (10º in entrambi i casi). Con questi risultati si piazzò al 14º in classifica con 20 punti.

#### Red Bull (2014-2018)

##### 2014

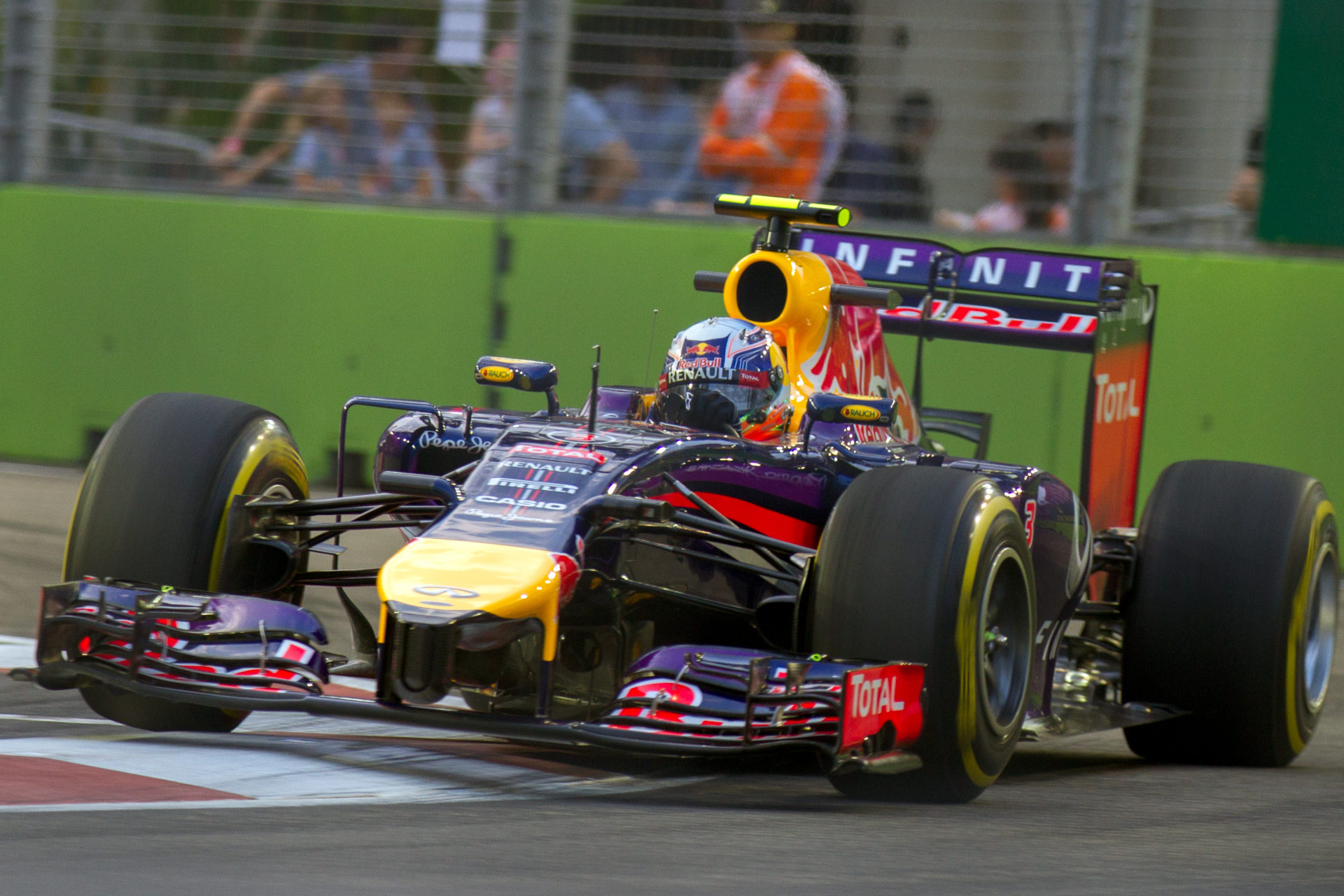
Ricciardo durante le prove libere del Gran Premio di Singapore.

Nel primo Gran Premio con la scuderia austriaca, in Australia, dopo aver concluso la gara al secondo posto venne squalificato per irregolarità riscontrate nel flusso del carburante. Ottenne i suoi primi punti con la Red Bull in Bahrein, giungendo quarto, dopo un'intensa lotta per il podio con Sergio Pérez. Nel Gran Premio di Spagna salì per la prima volta sul podio in Formula 1, terminando terzo davanti al compagno di squadra Sebastian Vettel. Dopo un altro terzo posto a Monaco, nel successivo Gran Premio del Canada Ricciardo ottenne la sua prima vittoria iridata, precedendo al traguardo Nico Rosberg e Vettel. In Gran Bretagna terminò nuovamente terzo. Raggiunse nuovamente il successo nel Gran Premio d'Ungheria, dove ottenne la sua seconda vittoria nel Mondiale, precedendo al traguardo Fernando Alonso e Lewis Hamilton. La terza affermazione in carriera arrivò nel successivo Gran Premio del Belgio approfittando del contatto tra le Mercedes di Rosberg e Hamilton. In seguito tornò sul terzo gradino del podio a Singapore e negli Stati Uniti, mentre nell'ultima gara ad Abu Dhabi giunse quarto dopo essere partito dai box a causa di una penalizzazione per irregolarità tecnica, facendo segnare per la prima volta nella sua carriera in Formula 1 il giro più veloce della gara. Concluse la stagione al terzo posto in classifica con 238 punti, dietro ai due piloti della Mercedes.

##### 2015

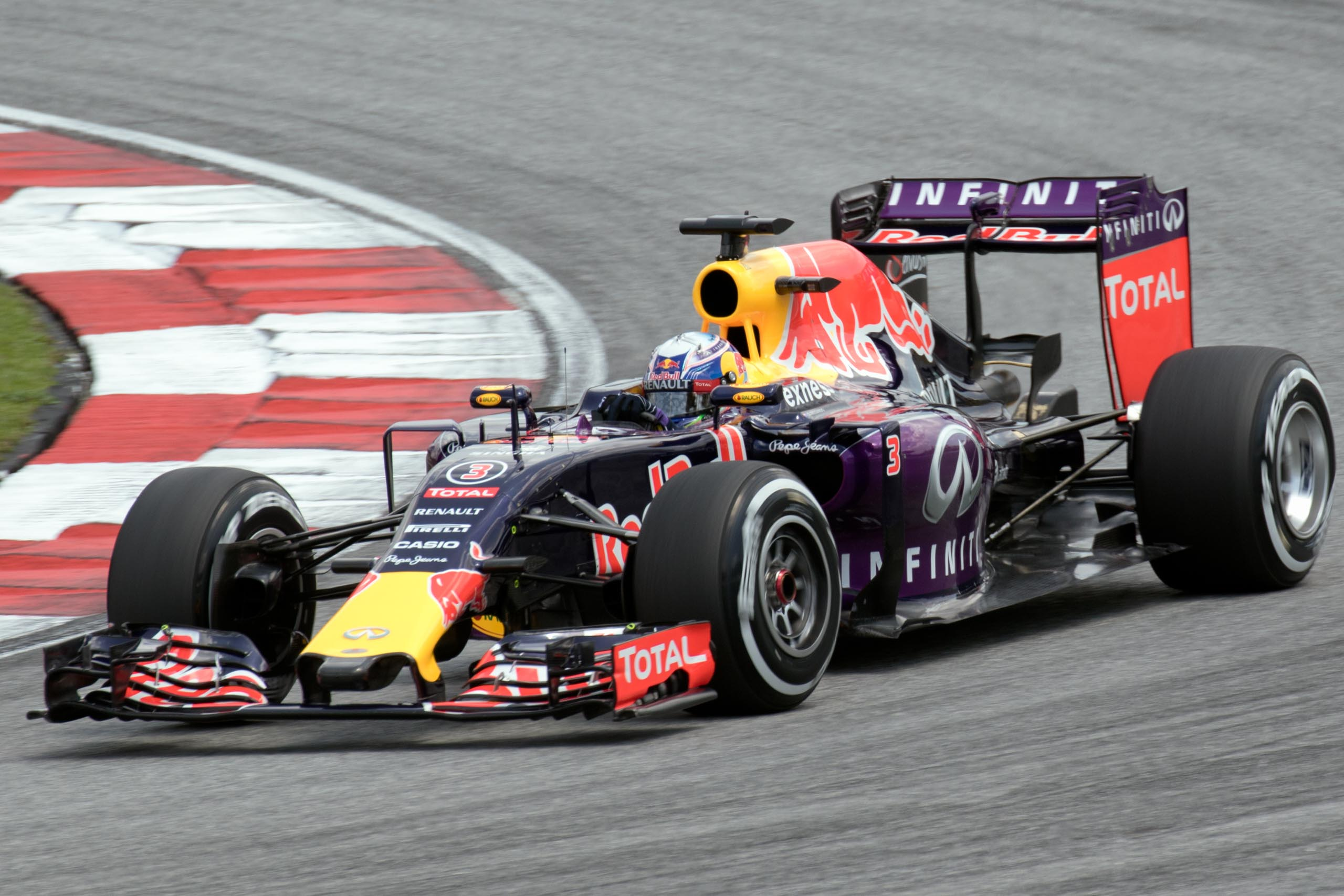
Ricciardo in Malesia

La stagione 2015 parte in maniera meno positiva: nel Gran Premio di casa, il primo del campionato, Ricciardo non va oltre il sesto posto, doppiato dal vincitore Lewis Hamilton. Anche nei successivi appuntamenti in Malesia e in Cina il pilota italo-australiano si deve accontentare di piazzamenti nella parte bassa della zona punti, rispettivamente 10º e 9º. Il Bahrein lo vede protagonista di un episodio singolare: all'ultima curva il motore si rompe, lasciando dietro a sé molto fumo. Ricciardo riesce comunque a tagliare il traguardo per pochi metri, al 6º posto. Riesce a giungere a punti nei primi sei gran premi della stagione, coronati dal 5º posto al Gran Premio di Monaco. Infatti nel Gran Premio del Canada giunge al traguardo 13º e interrompe la striscia di sei risultati a punti consecutivi.
Nel Gran Premio d'Ungheria, conquista un podio in una gara rocambolesca: penalizzato con un drive through per un contatto con Nico Rosberg, conclude terzo dietro al compagno di squadra Daniil Kvjat e al ferrarista Vettel. Al Gran Premio di Singapore ottiene un secondo posto, il miglior risultato stagionale. Conclude l'annata con un sesto posto nel Gran Premio di Abu Dhabi, finendo il campionato a 92 punti e occupando l'ottava piazza nella classifica generale.

##### 2016

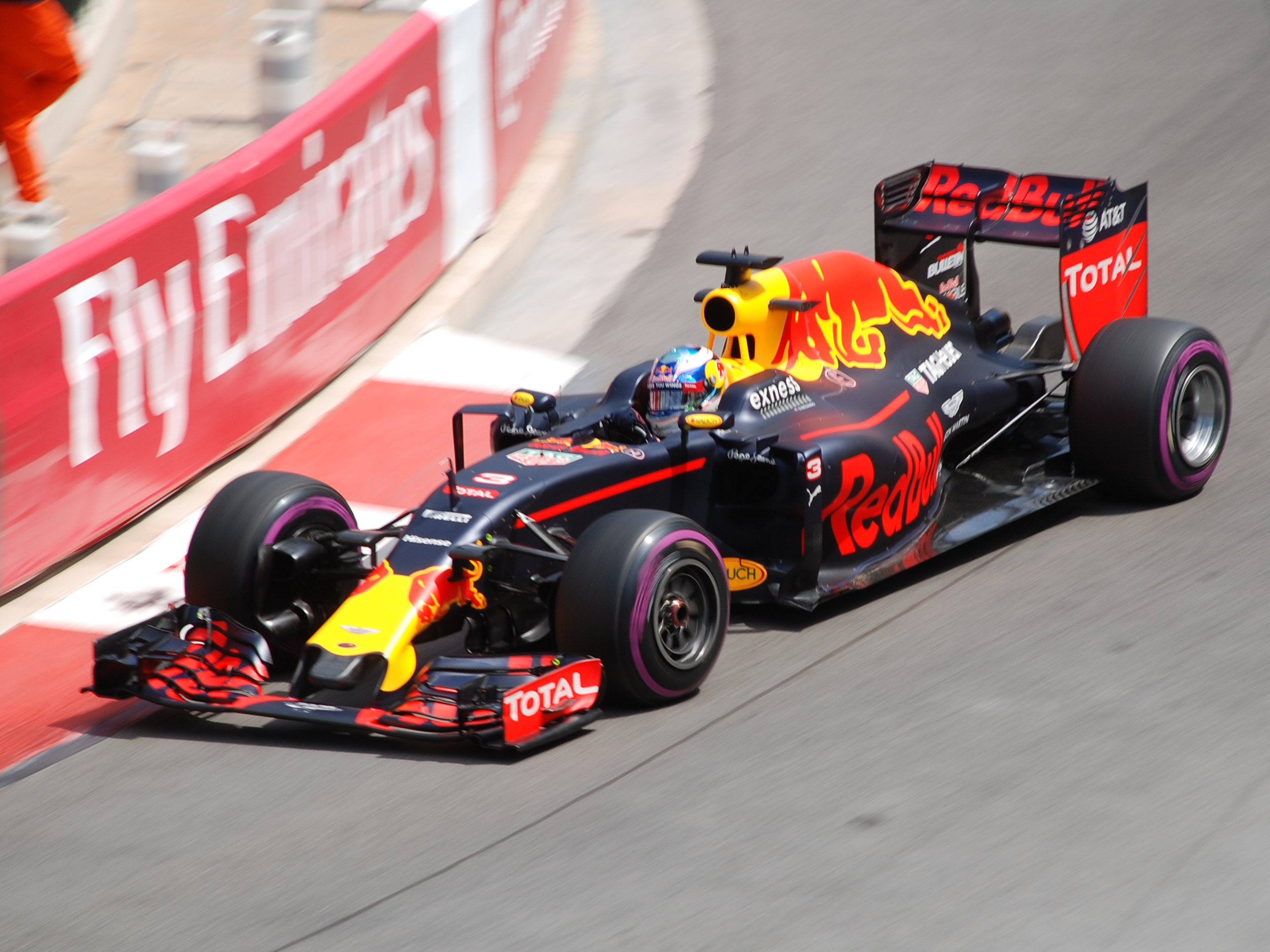
Ricciardo a Monaco. In questo weekend l'australiano mette a segno la sua prima pole in carriera

Ricciardo apre il 2016 con il quarto posto nel Gran Premio di casa in Australia, risultato che ripeterà in Bahrain e in Cina (dove partiva dalla prima fila). In Russia è fuori dalla zona punti, undicesimo. In Spagna, dopo l'autoeliminazione dei due alfieri Mercedes nel primo giro, l'australiano si trova in testa, ma una strategia errata e una foratura mentre era in lotta con Sebastian Vettel per la terza posizione lo fa retrocedere al quarto posto; vince il compagno di squadra Max Verstappen, appena neopromosso in Red Bull, al posto di Daniil Kvjat. A Monte Carlo segna la sua prima pole position in carriera. In gara ha subito un ampio margine sulle Mercedes, ma Hamilton, grazie ad una strategia con una sosta in meno e ad un errore dei meccanici Red Bull durante il secondo pit stop di Ricciardo, passa in testa, e il pilota australiano deve accontentarsi del secondo posto. Dopo una buona qualifica in Canada, chiusa in quarta posizione, Ricciardo è solo settimo in gara.
In Azerbaigian, dopo una grande qualifica, chiusa in prima fila, complice il degrado delle gomme, chiude settimo, molto lontano dalla zona podio. Arriva quinto in Austria, e quarto in Gran Bretagna, oscurato dal compagno di squadra Verstappen. Dopo due gare incolori, ritorna sul podio in Ungheria, alle spalle delle due Mercedes di Hamilton e Rosberg. In Germania ottiene un ottimo secondo posto, salendo sul podio insieme al suo compagno di squadra Max Verstappen (terzo). In tale occasione, introdusse in Formula 1 il curioso gesto di celebrare un successo sul podio con uno shoey, ovvero bevendo lo champagne da una delle proprie scarpe. L'australiano consolida così il suo terzo posto in classifica piloti. In Belgio, dopo essere scattato dalla quinta casella, approfitta del caos innescato alla prima curva dal compagno di squadra Verstappen e le due Ferrari, per concludere al secondo posto, preceduto da Nico Rosberg.
In Malesia ottiene la prima vittoria stagionale, davanti al compagno di squadra Max Verstappen; dopo l'incidente al via tra Vettel e Rosberg, si era insediato al 2º posto, riprendendolo dopo il valzer dei pit stop, ma la rottura della power unit da parte di Lewis Hamilton lo porta in prima posizione, che terrà fino al traguardo. Giunge sesto in Giappone, terzo ad Austin e a Città del Messico, dove ottiene il podio solo a tavolino. Termina ottavo in Brasile, dopo una gara pazza, e quinto ad Abu Dhabi, chiudendo al terzo posto in classifica generale con 256 punti.

##### 2017
Ricciardo apre il 2017 con un ritiro in Australia, seguito da un quarto posto in Cina e un quinto in Bahrein. Nelle cinque gare successive giunge sempre sul podio (terzo in Spagna, a Monaco, Canada e Austria e vincitore in Azerbaigian). Nella seconda parte della stagione ottiene altri quattro podi, di cui un secondo posto a Singapore, e altri piazzamenti a punti, ma nella parte finale del campionato è vittima di diversi ritiri causati dalla scarsa affidabilità della sua monoposto, che lo portano a perdere il 4º posto in classifica generale a scapito di Raikkonen. Termina dunque quinto con 200 punti conquistati.

##### 2018

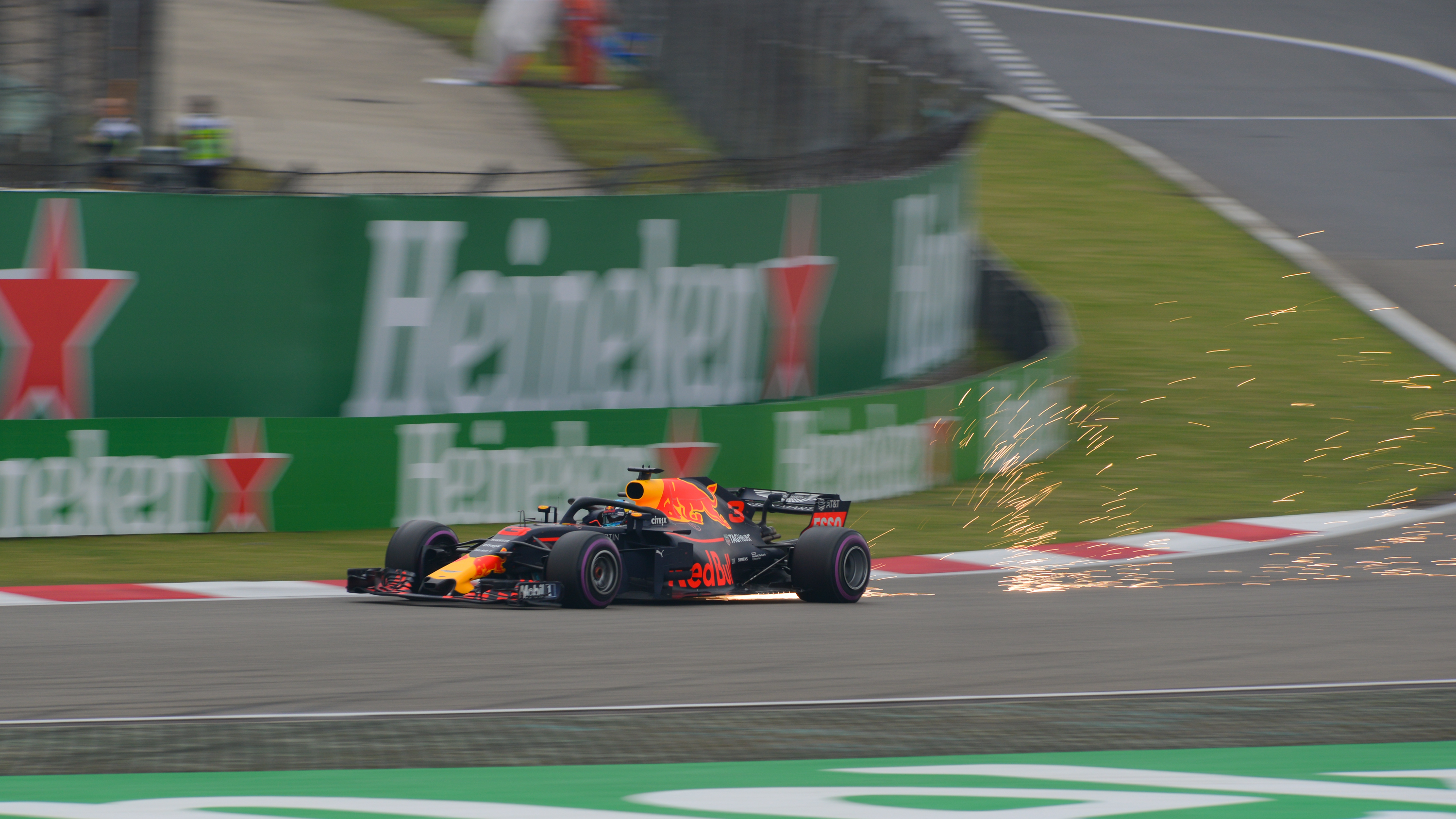
Ricciardo durante le qualifiche del Gran Premio di Cina. In gara l'australiano otterrà il primo successo stagionale.

Il pilota australiano apre il mondiale con un quarto posto nel Gran Premio d'Australia. Dopo un ritiro in Bahrein, Daniel conquista in Cina la sua sesta vittoria in carriera, dopo aver fatto diversi sorpassi grazie anche ad una strategia risultata vincente. In Azerbaigian è costretto al ritiro per un incidente col compagno di squadra Max Verstappen. A Monaco conquista la pole position, la sua seconda in carriera dopo quella di Monaco 2016, e in gara nonostante alcuni problemi al motore vince il suo settimo GP in F1. Sia in Canada che in Francia arriva in quarta posizione. Nel Gran Premio di casa per la Red Bull, Ricciardo è costretto al ritiro al 54º giro per un problema alla Power Unit. Dopo un quinto posto a Silverstone, ad Hockenheim è costretto al ritiro per problemi tecnici. Una settimana dopo agguanta il quarto posto al Gran Premio d'Ungheria, facendo segnare anche il giro veloce.
Durante la pausa estiva, viene annunciato l'addio di Ricciardo alla scuderia austriaca, e contestualmente il suo ingaggio alla Renault a partire dalla stagione successiva.
Nel Gran Premio del Belgio è costretto al ritiro per via dei danni causati dall'incidente innescato dal futuro compagno di squadra Nico Hülkenberg. Anche nel Gran Premio d'Italia si ritira, stavolta per guasti tecnici. Al Gran Premio di Singapore, pista teoricamente favorevole alla Red Bull, giunge al sesto posto, risultato confermato al Gran Premio di Russia. In Messico conquista la sua terza pole position in carriera (la prima in un circuito diverso da quello di Monaco) davanti al suo compagno di squadra Max Verstappen, ma in gara si ritira nuovamente per problemi tecnici. Nel Gran Premio del Brasile conduce una buona rimonta partendo dall'undicesima posizione (a causa della sostituzione di alcuni componenti della power unit) e terminando la gara in quarta posizione.

#### Renault (2019-2020)

##### 2019

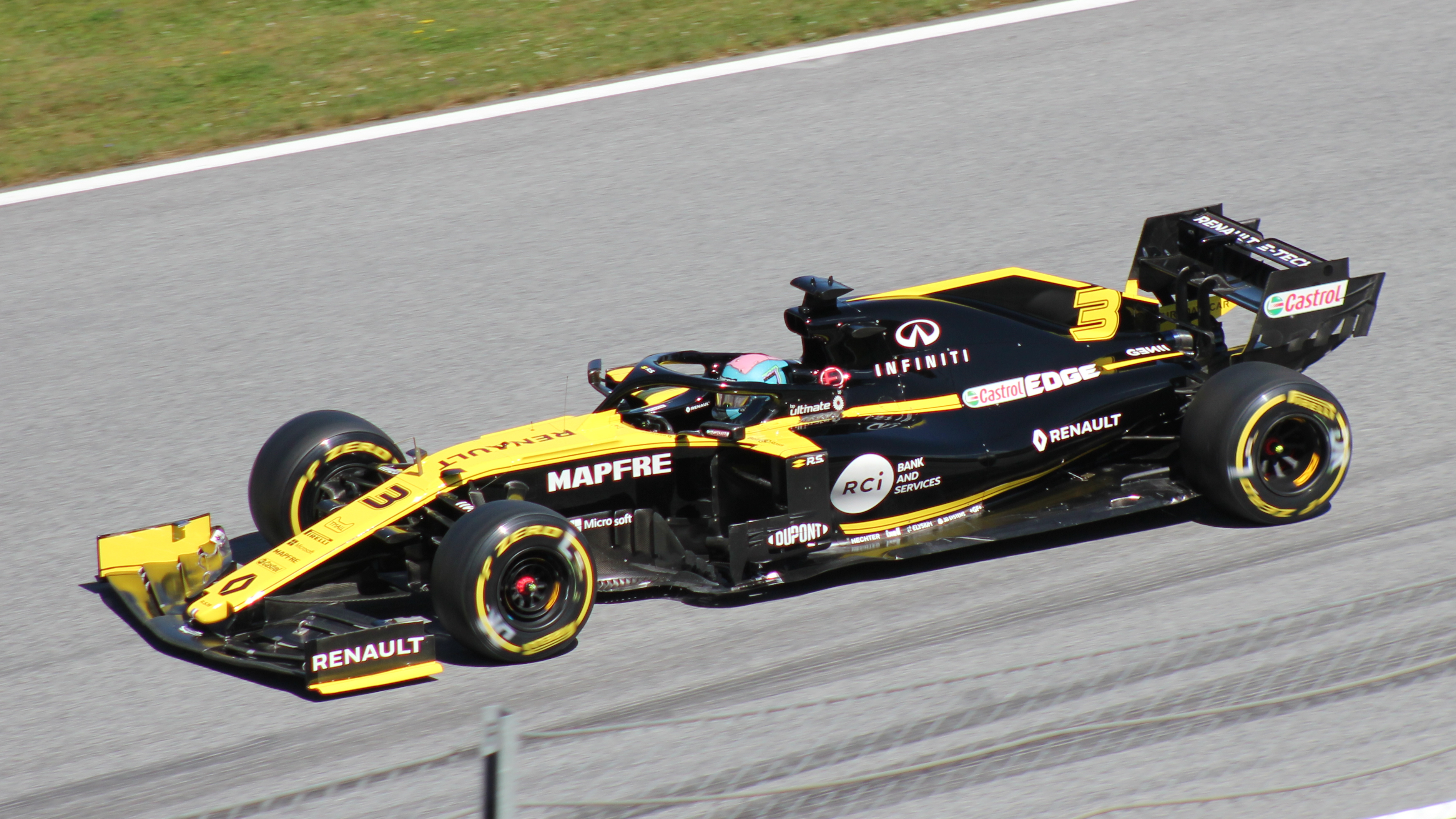
Ricciardo alla Renault in Austria

Fresco dell'inaspettato addio alla Red Bull, motivato dallo stesso Ricciardo come un tentativo di ricominciare altrove, la prima stagione in Renault del pilota si apre con un disastroso debutto al Gran Premio d'Australia, nel corso del quale il pilota è costretto al ritiro, a causa di diversi problemi tecnici scaturiti dalla rottura dell'ala anteriore già alla partenza. Fanno seguito risultati deludenti e sofferti, spesso fuori dalla zona punti, complici i limiti della nuova scuderia. Nel Gran Premio d'Italia Ricciardo ottiene il suo miglior risultato stagionale, grazie al quarto posto. Nelle ultime gare la monoposto ritrova competitività, con l'australiano che ottiene due sesti posti nelle ultime tre gare. Termina la stagione con 54 punti, facendo segnare 17 punti in più del compagno di squadra Nicolas Hülkenberg, pur non riuscendo per la prima volta dal 2013 a conquistare alcun podio.

##### 2020

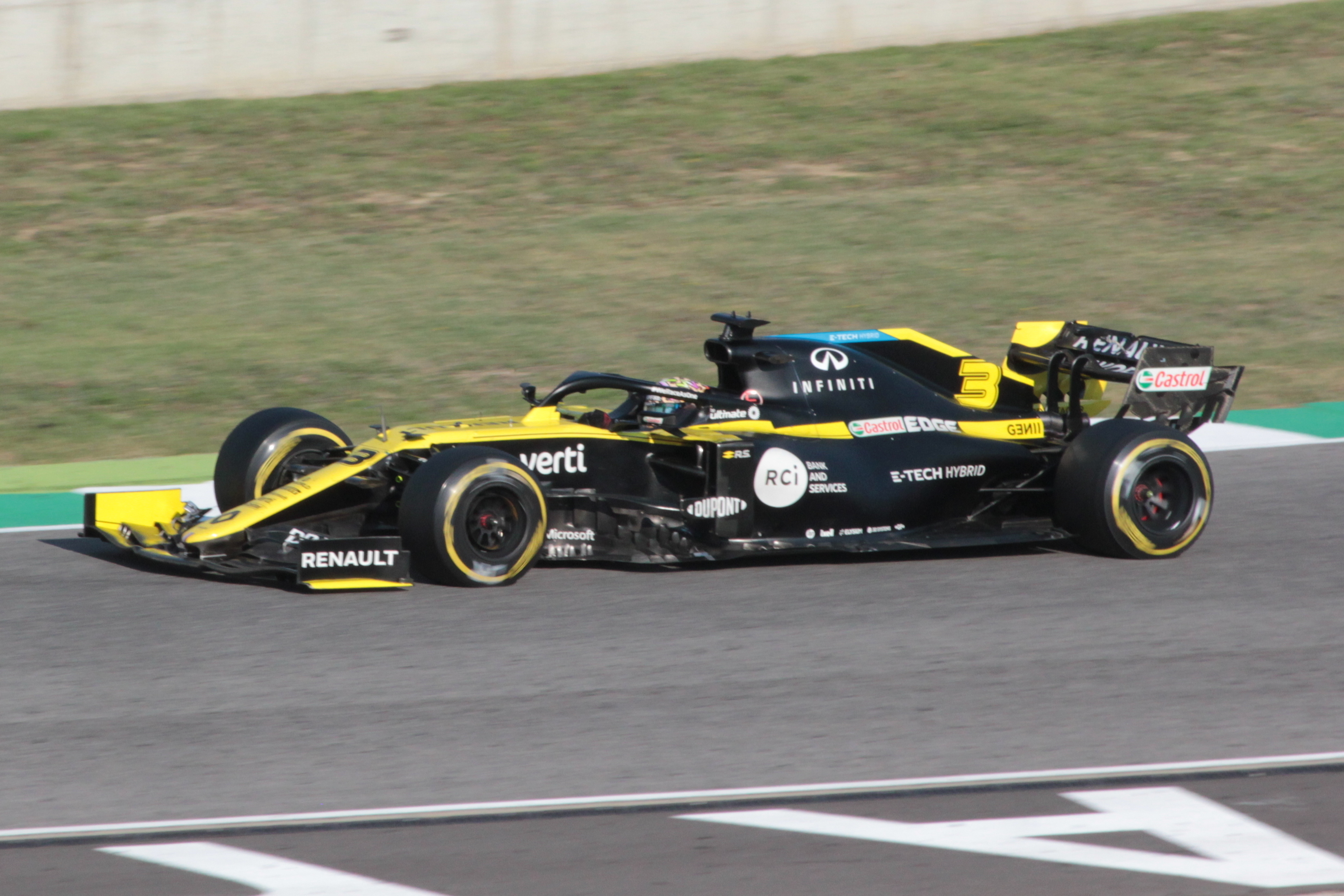
Ricciardo al Gran Premio della Toscana 2020.

Prima dell'inizio della stagione, il cui avvio è stato posticipato a causa della pandemia di COVID-19, Ricciardo sigla un accordo con la scuderia McLaren valevole a partire dal 2021.
Nella stagione 2020 Ricciardo ottiene risultati nettamente migliori rispetto all'anno precedente. Ritiratosi per problemi tecnici nell'inaugurale Gran Premio d'Austria, nelle gare seguenti Ricciardo conquista tre piazzamenti utili di fila, chiudendo in ottava posizione i Gran Premi di Stiria e Ungheria e in quarta il Gran Premio di Gran Bretagna. Dopo due gare chiuse fuori dai punti, il Gran Premio del Belgio, nel quale giunge quarto siglando anche il giro veloce in gara, apre una serie di risultati utili per il pilota australiano, che ottiene un ulteriore quarto posto al Gran Premio della Toscana. Al Gran Premio dell'Eifel Ricciardo termina sul podio dopo 2 anni di astinenza e riportando la Renault a distanza di 9 anni dal suo ultimo podio ottenuto al Gran Premio della Malesia 2011 da Heidfeld. Dopo questa serie di risultati, il pilota australiano si trova al quarto posto nella classifica piloti. Nel Gran Premio del Portogallo giunge nono, mentre al successivo Gran Premio dell'Emilia-Romagna regala il secondo podio stagionale alla scuderia raggiungendo nuovamente il terzo posto. Nel finale di stagione Ricciardo conferma il suo ottimo stato di forma, raggiungendo senza difficoltà la zona punti con il quinto posto al Gran Premio di Sakhir e chiudendo la propria stagione con il Gran Premio di Abu Dhabi nel quale giunge al settimo posto cogliendo anche il giro veloce all'ultima tornata. Chiude la stagione al quinto posto della classifica piloti con 119 punti conquistati, il miglior risultato raccolto da un pilota Renault dalla stagione 2009.

#### McLaren (2021-2022)

##### 2021

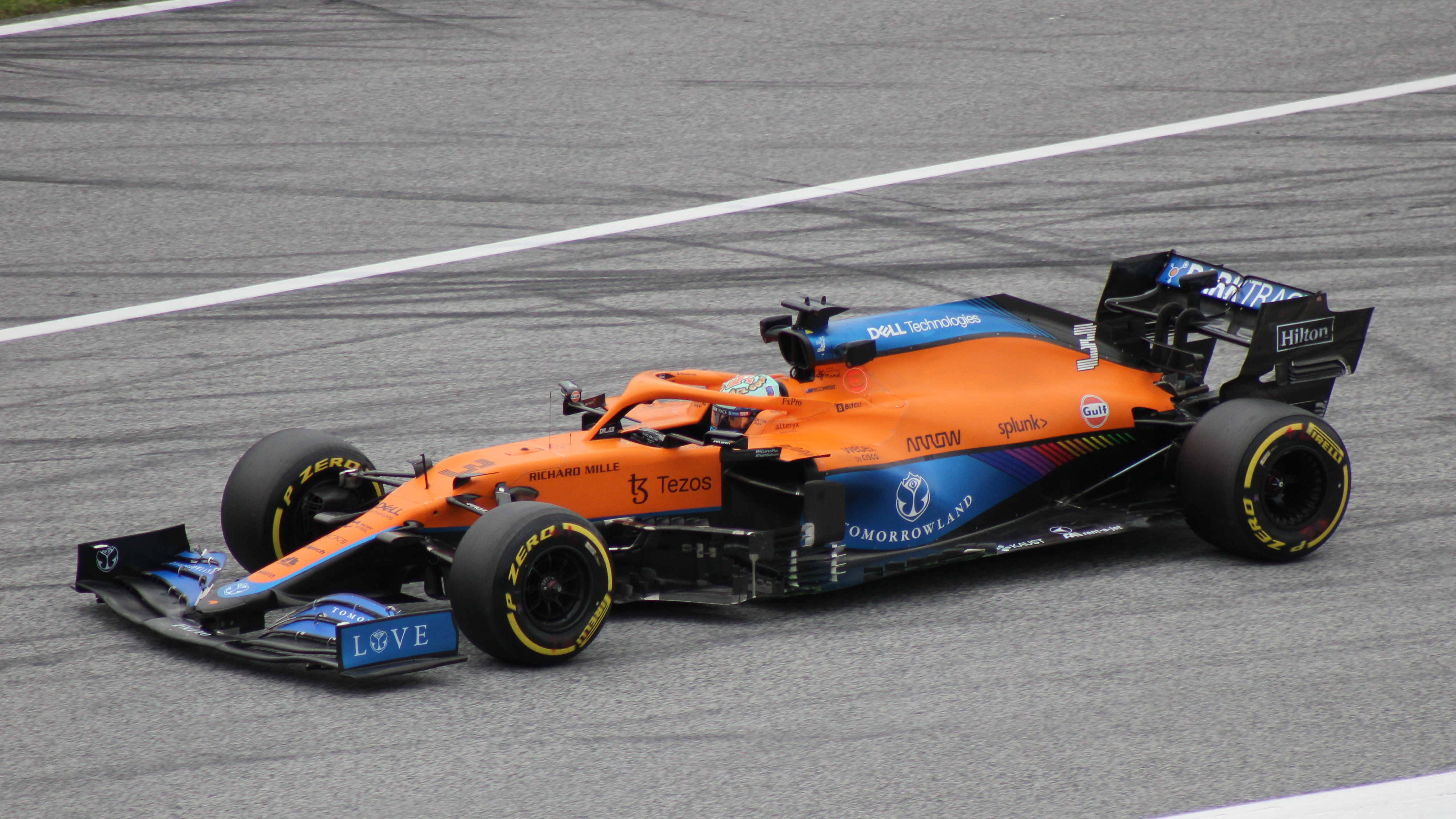
Ricciardo alla guida della McLaren MCL35M in Austria.

A giugno 2020, prima che la stagione abbia inizio, viene annunciato l'ingaggio del pilota australiano da parte della McLaren. Dopo un inizio di stagione discreto, con un settimo e un sesto posto ottenuti nelle prime due gare, Ricciardo inizia a soffrire il confronto con il compagno di squadra Lando Norris. Nel Gran Premio di Monaco Ricciardo arriva dodicesimo, doppiato dal compagno di squadra che conquista il podio. Dopo aver raccolto un piazzamento in zona punti nel Gran Premio d'Azerbaigian arrivando nono, al Paul Ricard durante il Gran Premio di Francia raccoglie il sesto posto. Al Gran Premio d'Austria arriva settimo, ottienendo un quinto posto nella gara successiva a Silverstone.
Al rientro dalla pausa estiva le cose iniziano a migliorare, infatti nel Gran Premio del Belgio a Spa raggiunge la quarta posizione in qualifica, confermando la medesima posizione. A Monza, dopo aver conquistato nella sprint race il terzo posto ed essere partito dalla seconda posizione in griglia, vince il Gran Premio, conquistando anche il giro veloce all'ultima tornata, davanti al compagno di squadra Lando Norris, centrando la doppietta e tornando al successo dopo tre anni. Con questa vittoria raggiunge gli 8 successi personali in carriera. Al successivo Gran Premio di Russia conquista il quarto posto, ancora davanti al proprio compagno di squadra. Nel Gran Premio di Turchia termina fuori dalla zona punti e raccoglie un quinto posto al successivo Gran Premio degli Stati Uniti. Nelle tre gare successive non ottiene punti. Nel Gran Premio d'Arabia Saudita Ricciardo si classifica in quinta posizione. Con un dodicesimo posto ad Abu Dhabi, Ricciardo chiude la stagione in ottava posizione con 115 punti.

##### 2022

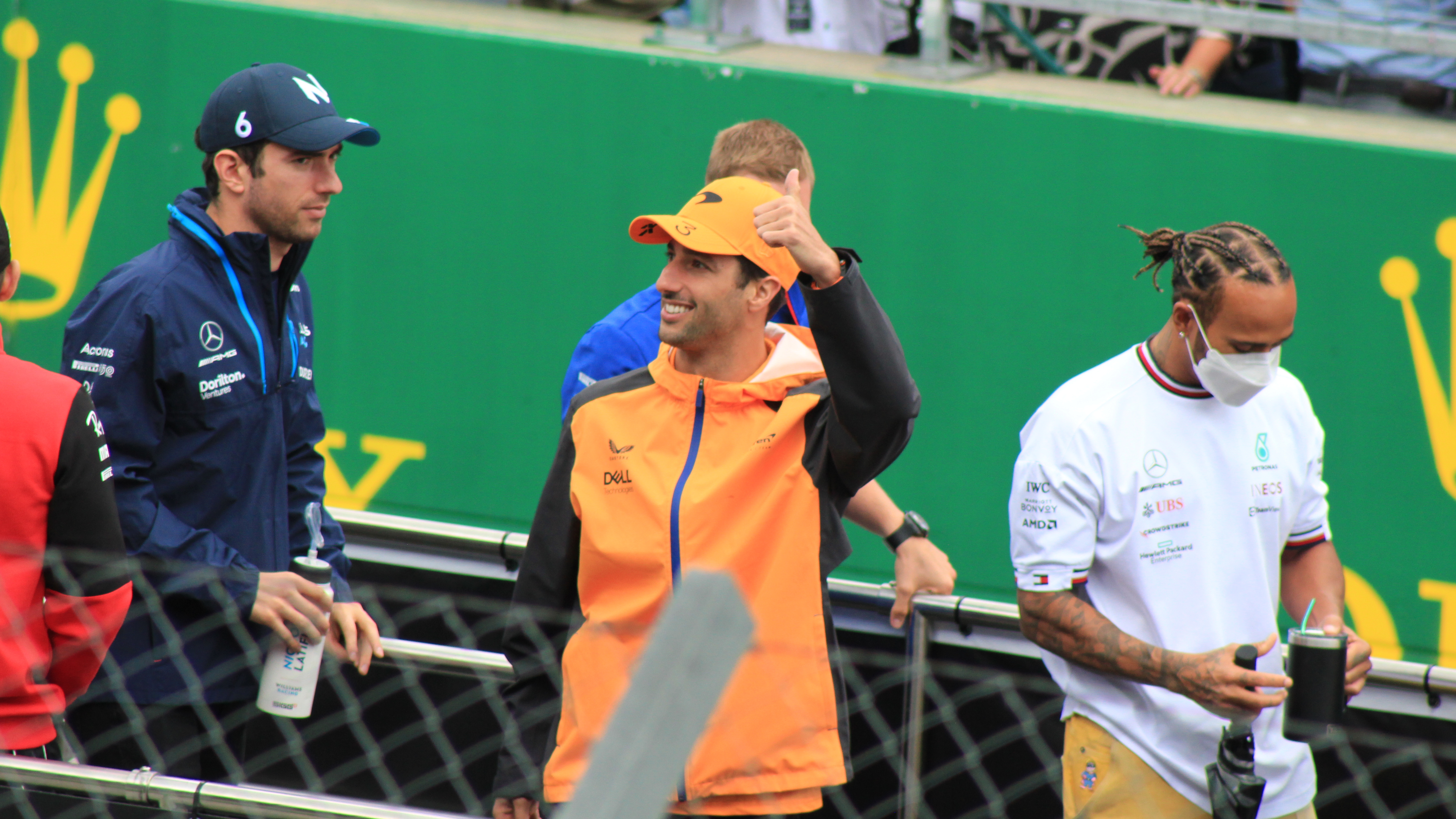
Ricciardo (al centro) saluta i tifosi durante la parata dei piloti precedente il Gran Premio d'Austria 2022

Nel 2022 continua con il team McLaren. Durante i test pre stagionali in Bahrein, Ricciardo risulta positivo al COVID-19 ed è costretto a saltare tutti i tre giorni di test. Dopo un inizio di stagione difficile, Ricciardo ottiene i primi punti stagionali con un sesto posto nel suo Gran Premio di casa. Altri punti arrivano nella sprint disputata ad Imola, mentre nelle tre gare seguenti Ricciardo non riesce ad ottenere ulteriori piazzamenti utili. Torna a punti in occasione del Gran Premio d'Azerbaigian, in cui arriva ottavo precedendo il compagno di squadra. Dopo altre due gare chiuse fuori dai primi 10, Ricciardo chiude al nono posto il Gran Premio d'Austria e il Gran Premio di Francia. 
Durante la pausa estiva di agosto, a pochi giorni dalla ripresa del campionato con il Gran Premio del Belgio, lo stesso Ricciardo annuncia il divorzio a fine anno con il team McLaren pur avendo un contratto per la stagione 2023. Nel Gran Premio d'Italia Ricciardo riesce per la prima volta dopo tante gare a tenere un passo gara migliore del compagno di squadra Norris; una perdita d'olio lo costringe però al ritiro a 7 giri dal termine. Il pilota australiano è autore di una buona prestazione anche a Singapore: partito nelle retrovie, risale in zona punti nella prima parte di gara; successivamente, grazie ad un pit stop durante una Safety car causata da Yuki Tsunoda, guadagna diverse posizioni fino a concludere al quinto posto, ottenendo così il suo miglior piazzamento stagionale. Dopo alcune gare difficili, a Città del Messico raggiunge la settima posizione nonostante una penalità di 10 secondi dovuta ad un contatto con Tsunoda. Con un nono posto ad Abu Dhabi Ricciardo conclude la stagione 11º in classifica piloti.

#### AlphaTauri/Racing Bulls e il ritiro (2023-2024)

##### 2023
Rimasto senza sedile, Daniel Ricciardo sceglie di rientrare in Red Bull Racing come terzo pilota per la stagione 2023. Il suo ruolo nel team comprende attività di pubbliche relazioni, assistere al simulatore e al lavoro in fabbrica. Nel luglio del 2023, prima del Gran Premio d'Ungheria viene scelto dal team satellite AlphaTauri per sostituire Nyck de Vries.
Durante le prove libere del Gran Premio d'Olanda a Zandvoort, Ricciardo entra in collisione con le barriere del circuito. Dal forte colpo ricevuto, subisce la rottura del terzo metacarpo della mano sinistra. In attesa del suo ritorno, viene sostituito dal pilota neozelandese Liam Lawson. Il pilota australiano per l'infortunio è costretto a saltare cinque corse, ritornando nel Gran Premio degli Stati Uniti d'America.
Prima delle qualifiche del Gran Premio del Giappone, Daniel viene confermato per la stagione 2024 insieme a Yuki Tsunoda.

##### 2024
Per la stagione 2024 il team di Faenza viene rinominato in Racing Bulls F1 Team e per questioni di sponsor viene iscritta al campionato come Visa Cash App RB F1 Team. L'inizio di stagione è molto complicato per il pilota australiano, che a differenza del suo compagno di team, Yuki Tsunoda, non riesce a raggiungere la zona punti in nessuno dei primi cinque Gran Premi della stagione. Nella Sprint race di Miami arrivano i primi punti per Ricciardo che a sorpresa riesce a chiudere quarto, mentre nella gara di domenica non riesce a tornare in zona punti a differenza del compagno di scuderia. Va a punti in Canada, Austria ed in Belgio. Dopo il Gran Premio di Singapore, all'1:46 del 23 settembre, Daniel Ricciardo è uscito dal paddock per l'ultima volta da pilota di F1 lasciando il sedile a Liam Lawson per le rimanenti gare del campionato. L'anno successivo si ritira di fatto dal mondo delle corse, pondendo fine alle voci di alcuni siti australiani che lo volevano in corsa per un suo ritorno in F1 nella stagione 2026 con la nuova scuderia statunitense Cadillac o in altre categorie del motorsport.

## Risultati

### Risultati in Formula 1
| 2011 | Scuderia       | Vettura   |    |    |    |    |    |    |    |    |    |    |    |     |    |    |    |    |    |     |    |  |  |  |  |  | Punti | Pos. |
| ---- | -------------- | --------- | -- | -- | -- | -- | -- | -- | -- | -- | -- | -- | -- | --- | -- | -- | -- | -- | -- | --- | -- |  |  |  |  |  | ----- | ---- |
| 2011 | Toro Rosso HRT | STR6 F111 | SP | SP | SP | SP | SP | SP | SP | SP | 19 | 19 | 18 | Rit | NC | 19 | 22 | 19 | 18 | Rit | 20 |  |  |  |  |  | 0     | 27º  |

| 2012 | Scuderia   | Vettura |   |    |    |    |    |     |    |    |    |    |    |   |    |   |    |   |    |    |    |    |  |  |  |  | Punti | Pos. |
| ---- | ---------- | ------- | - | -- | -- | -- | -- | --- | -- | -- | -- | -- | -- | - | -- | - | -- | - | -- | -- | -- | -- |  |  |  |  | ----- | ---- |
| 2012 | Toro Rosso | STR7    | 9 | 12 | 17 | 15 | 13 | Rit | 14 | 11 | 13 | 13 | 15 | 9 | 12 | 9 | 10 | 9 | 13 | 10 | 12 | 13 |  |  |  |  | 10    | 18º  |

| 2013 | Scuderia   | Vettura |     |     |   |    |    |     |    |   |    |    |    |   |     |     |    |    |    |    |    |  |  |  |  |  | Punti | Pos. |
| ---- | ---------- | ------- | --- | --- | - | -- | -- | --- | -- | - | -- | -- | -- | - | --- | --- | -- | -- | -- | -- | -- |  |  |  |  |  | ----- | ---- |
| 2013 | Toro Rosso | STR8    | Rit | 18* | 7 | 16 | 10 | Rit | 15 | 8 | 12 | 13 | 10 | 7 | Rit | 19* | 13 | 10 | 16 | 11 | 10 |  |  |  |  |  | 20    | 14º  |

| 2014 | Scuderia | Vettura |    |     |   |   |   |   |   |   |   |   |   |   |   |   |   |   |   |     |   |  |  |  |  |  | Punti | Pos. |
| ---- | -------- | ------- | -- | --- | - | - | - | - | - | - | - | - | - | - | - | - | - | - | - | --- | - |  |  |  |  |  | ----- | ---- |
| 2014 | Red Bull | RB10    | SQ | Rit | 4 | 4 | 3 | 3 | 1 | 8 | 3 | 6 | 1 | 1 | 5 | 3 | 4 | 7 | 3 | Rit | 4 |  |  |  |  |  | 238   | 3º   |

| 2015 | Scuderia | Vettura |   |    |   |   |   |   |    |    |     |   |     |   |   |    |     |    |   |    |   |  |  |  |  |  | Punti | Pos. |
| ---- | -------- | ------- | - | -- | - | - | - | - | -- | -- | --- | - | --- | - | - | -- | --- | -- | - | -- | - |  |  |  |  |  | ----- | ---- |
| 2015 | Red Bull | RB11    | 6 | 10 | 9 | 6 | 7 | 5 | 13 | 10 | Rit | 3 | Rit | 8 | 2 | 15 | 15* | 10 | 5 | 12 | 6 |  |  |  |  |  | 92    | 8º   |

| 2016 | Scuderia | Vettura |   |   |   |    |   |   |   |   |   |   |   |   |   |   |   |   |   |   |   |   |   |  |  |  | Punti | Pos. |
| ---- | -------- | ------- | - | - | - | -- | - | - | - | - | - | - | - | - | - | - | - | - | - | - | - | - | - |  |  |  | ----- | ---- |
| 2016 | Red Bull | RB12    | 4 | 4 | 4 | 11 | 4 | 2 | 7 | 7 | 5 | 4 | 3 | 2 | 2 | 5 | 2 | 1 | 6 | 3 | 3 | 8 | 5 |  |  |  | 256   | 3º   |

| 2017 | Scuderia | Vettura |     |   |   |     |   |   |   |   |   |   |     |   |   |   |   |   |     |     |   |     |  |  |  |  | Punti | Pos. |
| ---- | -------- | ------- | --- | - | - | --- | - | - | - | - | - | - | --- | - | - | - | - | - | --- | --- | - | --- |  |  |  |  | ----- | ---- |
| 2017 | Red Bull | RB13    | Rit | 4 | 5 | Rit | 3 | 3 | 3 | 1 | 3 | 5 | Rit | 3 | 4 | 2 | 3 | 3 | Rit | Rit | 6 | Rit |  |  |  |  | 200   | 5º   |

| 2018 | Scuderia | Vettura |   |     |   |     |   |   |   |   |     |   |     |   |     |     |   |   |   |     |     |   |   |  |  |  | Punti | Pos. |
| ---- | -------- | ------- | - | --- | - | --- | - | - | - | - | --- | - | --- | - | --- | --- | - | - | - | --- | --- | - | - |  |  |  | ----- | ---- |
| 2018 | Red Bull | RB14    | 4 | Rit | 1 | Rit | 5 | 1 | 4 | 4 | Rit | 5 | Rit | 4 | Rit | Rit | 6 | 6 | 4 | Rit | Rit | 4 | 4 |  |  |  | 170   | 6º   |

| 2019 | Scuderia | Vettura |     |     |   |     |    |   |   |    |    |   |     |    |    |   |    |     |    |   |   |   |    |  |  |  | Punti | Pos. |
| ---- | -------- | ------- | --- | --- | - | --- | -- | - | - | -- | -- | - | --- | -- | -- | - | -- | --- | -- | - | - | - | -- |  |  |  | ----- | ---- |
| 2019 | Renault  | R.S.19  | Rit | 18* | 7 | Rit | 12 | 9 | 6 | 11 | 12 | 7 | Rit | 14 | 14 | 4 | 14 | Rit | SQ | 8 | 6 | 6 | 11 |  |  |  | 54    | 9º   |

| 2020 | Scuderia | Vettura |     |   |   |   |    |    |   |   |   |   |   |   |   |    |   |   |   |  |  |  |  |  |  |  | Punti | Pos. |
| ---- | -------- | ------- | --- | - | - | - | -- | -- | - | - | - | - | - | - | - | -- | - | - | - |  |  |  |  |  |  |  | ----- | ---- |
| 2020 | Renault  | R.S.20  | Rit | 8 | 8 | 4 | 14 | 11 | 4 | 6 | 4 | 5 | 3 | 9 | 3 | 10 | 7 | 5 | 7 |  |  |  |  |  |  |  | 119   | 5º   |

| 2021 | Scuderia | Vettura |   |   |   |   |    |   |   |    |   |   |    |    |    |    |   |    |   |    |     |    |   |    |  |  | Punti | Pos. |
| ---- | -------- | ------- | - | - | - | - | -- | - | - | -- | - | - | -- | -- | -- | -- | - | -- | - | -- | --- | -- | - | -- |  |  | ----- | ---- |
| 2021 | McLaren  | MCL35M  | 7 | 6 | 9 | 6 | 12 | 9 | 6 | 13 | 7 | 5 | 11 | 4‡ | 11 | 13 | 4 | 13 | 5 | 12 | Rit | 12 | 5 | 12 |  |  | 115   | 8º   |

| 2022 | Scuderia | Vettura |    |     |   |     |    |    |    |   |    |    |   |   |    |    |    |     |   |    |    |   |     |   |  |  | Punti | Pos. |
| ---- | -------- | ------- | -- | --- | - | --- | -- | -- | -- | - | -- | -- | - | - | -- | -- | -- | --- | - | -- | -- | - | --- | - |  |  | ----- | ---- |
| 2022 | McLaren  | MCL36   | 14 | Rit | 6 | 186 | 13 | 12 | 13 | 8 | 11 | 13 | 9 | 9 | 15 | 15 | 17 | Rit | 5 | 11 | 16 | 7 | Rit | 9 |  |  | 37    | 11º  |

| 2023 | Scuderia   | Vettura |  |  |  |  |  |  |  |  |  |  |    |    |    |     |     |     |     |    |   |    |    |    |  |  | Punti | Pos. |
| ---- | ---------- | ------- |  |  |  |  |  |  |  |  |  |  | -- | -- | -- | --- | --- | --- | --- | -- | - | -- | -- | -- |  |  | ----- | ---- |
| 2023 | AlphaTauri | AT04    |  |  |  |  |  |  |  |  |  |  | 13 | 16 | SP | INF | INF | INF | INF | 15 | 7 | 13 | 14 | 11 |  |  | 6     | 17º  |

| 2024 | Scuderia | Vettura  |    |    |    |     |     |     |    |    |   |    |   |    |    |    |    |    |    |    |  |  |  |  |  |  | Punti | Pos. |
| ---- | -------- | -------- | -- | -- | -- | --- | --- | --- | -- | -- | - | -- | - | -- | -- | -- | -- | -- | -- | -- |  |  |  |  |  |  | ----- | ---- |
| 2024 | RB       | VCARB 01 | 13 | 16 | 12 | Rit | Rit | 154 | 13 | 12 | 8 | 15 | 9 | 13 | 12 | 10 | 12 | 13 | 13 | 18 |  |  |  |  |  |  | 12    | 17º  |

| Legenda | 1º posto     | 2º posto | 3º posto    | A punti         | Senza punti/Non class.  | Grassetto – Pole position Corsivo – Giro più veloce Apice – Risultato Sprint (A punti) |
| Legenda | Squalificato | Ritirato | Non partito | Non qualificato | Solo prove/Terzo pilota | Grassetto – Pole position Corsivo – Giro più veloce Apice – Risultato Sprint (A punti) |

* Non ha terminato, ma è stato classificato in quanto aveva completato più del 90% della distanza di gara.
‡ Metà punti assegnati come meno del 75% della distanza di gara è stata completata.